# Cierra tus ojos y escucha
"Cierra tus ojos y escucha" (en inglés: "Close your eyes and listen") es una obra de Astor Piazzolla grabada en 1974 con el saxofonista barítono Gerry Mulligan. Este título se convirtió inmediatamente en una referencia con su línea melódica de una belleza inquietante. Es el segundo tema del álbum Summit con Astor Piazzolla al bandoneón y Gerry Mulligan al saxofón barítono grabado en Italia en 1974.
Piazzolla confirmó su admiración por el saxofonista barítono Gerry Mulligan cuando lo escuchó en un concierto en París en 1955. Sin embargo, a la hora de hacer realidad este encuentro artístico, es el argentino quien acaba poniendo todo en acción. Se trata de un disco de tango, en el ya consolidado estilo personal del marplatense, con el aporte jazzístico de un brillante solista invitado. Astor es autor de siete de los ocho temas originales, a excepción de Aire de Buenos Aires del saxofonista estadounidense. Se trata de una obra completa, organizada como una gran sucesión de piezas para dúo de instrumentos de concierto y orquesta. En este sentido, Cierra tus ojos y escucha, 20 años después o Reunión cumbre son momentos especialmente llamativos. Nacido y criado en Nueva York, paradójicamente fue en Italia donde se grabó el álbum. Y la orquesta, que es difícil de asociar con otros géneros, incluye tanto instrumentos clásicos (piano, violín, viola y violonchelo) como instrumentos de la música popular: guitarra y bajo eléctricos, teclados, batería, percusiones diversas y marimba.
Para la grabación: La relación de Piazzolla terminó muy mal con el saxofonista, que falleció en 1996 aquejado de problemas de alcoholismo que enloquecían a su colega.

## Integrantes
- Astor Piazzolla - bandoneón
- Gerry Mulligan – saxofón barítono
- Ángel "Pochi" Gatti - teclados
- Tulio De Piscopo – batería

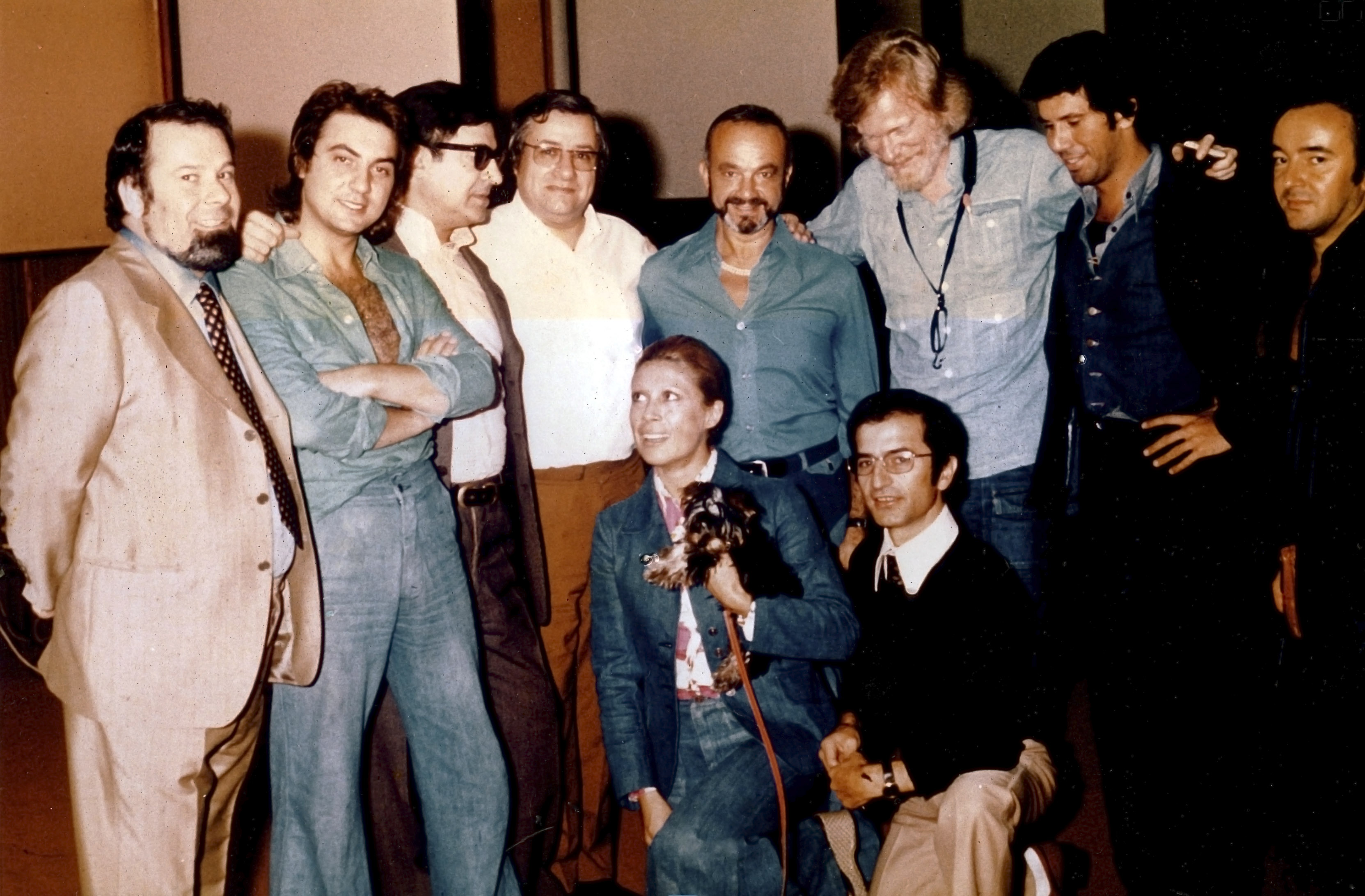
De izquierda a derecha: Aldo Pagani, Tullio De Piscopo, Filippo Daccó, Angel "Pocho" Gatti, Astor Piazzolla, Gerry Mulligan, Pino Presti, Alberto Baldan Bembo. Abajo: Amelita Baltar y Tonino Paolillo.

- Giuseppe Prestipino - bajo eléctrico
- Albert Baldán - marimba
- Gianni Zilioli – marimba
- Fillipo Dacco - guitarra eléctrica
- Bruno De Filippi - guitarra eléctrica
- Umberto Miguel Ángel Benedetti – violín
- Renato Riccio – viola
- Ennio Miori – violonchelo
- orquesta de cuerdas

## Grabaciones
Existen numerosas grabaciones de la obra, empezando por el registro realizado por Astor Piazzolla al bandoneón y Gerry Mulligan al saxofón barítono grabado en Italia en 1974, apareció en el álbum que grabaron ambos Summit.
En 2008, la agrupación Libertango, lanzó su versión para acordeón, contrabajo, piano, saxofón tenor y violín, en el disco homónimo Cierra Tus Ojos y Escucha, en el sello Delira Música.
Hay un arreglo para clarinete y piano realizado por Jorge Montilla.
- La Revoltosa, con Jorge Montilla (clarinete) & Hamilton Tescarollo (piano), (Clarinet Classics CC0061, 2009)[5]
  - Cierra Tus Ojos y Escucha, arreglo para clarinete en si bemol y piano

En 2014 se publicó un arreglo de la obra para acordeón y ensamble, interpretado por Daniel Mille, en el disco Cierra tus ojos.

## Homenaje
- Daniel Mille, álbum Cierra tus ojos (2014) [6]